# Wełyki Trojany
Wełyki Trojany (ukr. Великі Трояни) – wieś na Ukrainie, w obwodzie kirowohradzkim, w rejonie hołowaniwskim, w hromadzie Błahowiszczenśke, nad Synycią. W 2001 roku liczyła 1280 mieszkańców.